# Ion T. Costin
Ion T. Costin (n. 19 ianuarie 1887, satul Ghidighici, Imperiul Rus – d. 12 ianuarie 1940, București) a fost un avocat, om politic român, care între 1917–1918 a făcut parte din Sfatul Țării din Basarabia, iar între 1933-1937 a fost 
primar al orașului Chișinău.

## Biografie
Ion T. Costin a fost Director General al Afacerilor Interne în Guvernul Pantelimon Erhan și Guvernul Daniel Ciugureanu, apoi a activat ca avocat în Tulcea. Ulterior Ion Costin a fost în funcția de viceprimar și apoi Primar de Chișinău între 1933—1937. Ion Costin a mai fost director al ziarelor Sfatul Țării și Dreptatea.

## Marea Unire

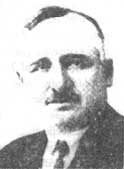
Ion T. Costin

La data de 27 martie 1918 a votat Unirea Basarabiei cu România.

## Carieră profesională și politică
A fost licențiat în drept, lucrând apoi ca avocat la Tulcea. A fost director la interne, în Directoratul Republicii Moldovenești. A fost viceprimar și apoi primar al Chisinaului (1933—1937).